# Bridelia micrantha

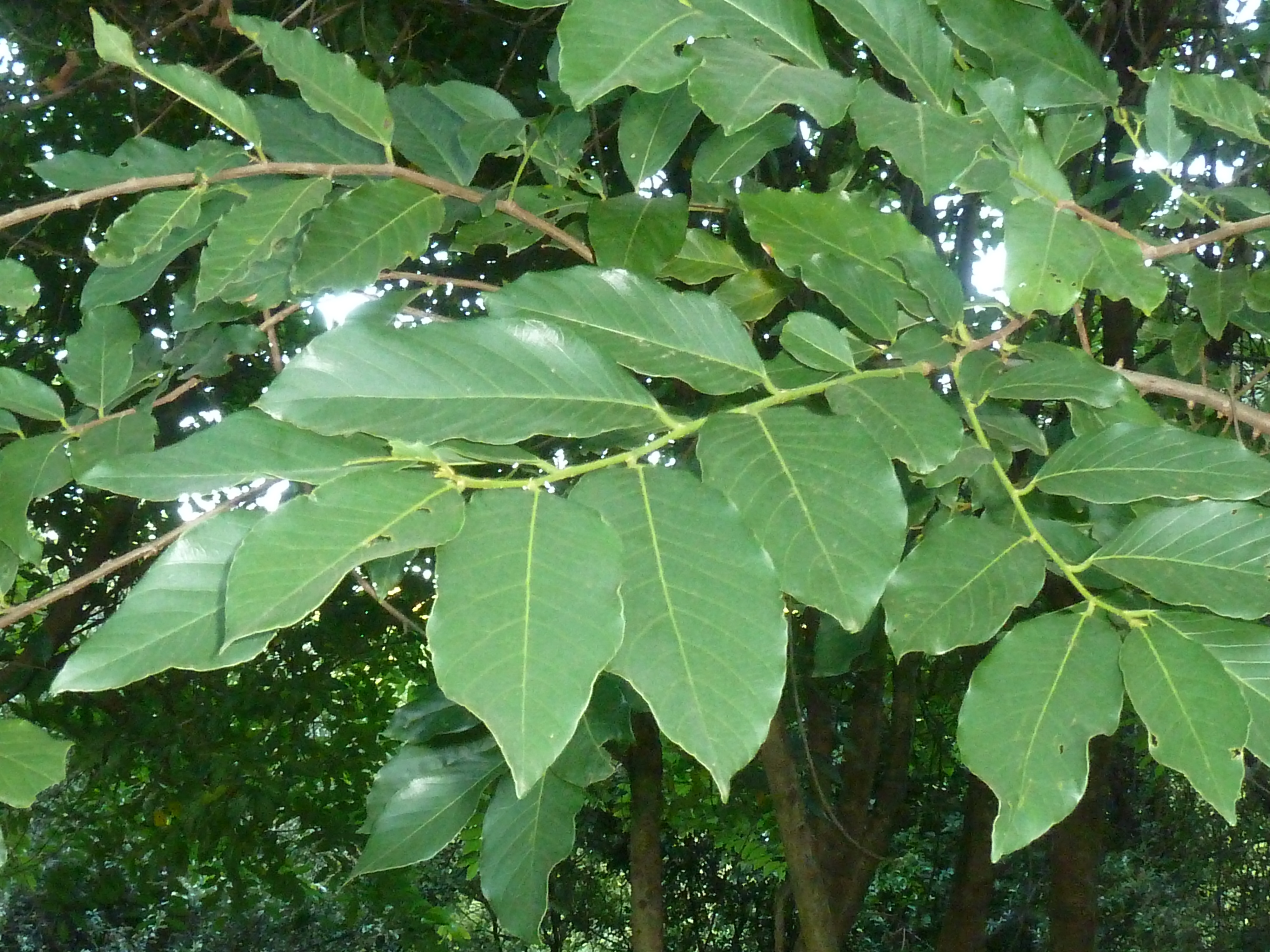
Blätter von Bridelia micrantha

Bridelia micrantha ist ein Baum in der Familie der Phyllanthaceae aus dem tropischen zentralen bis südlichen Afrika.

## Beschreibung

### Vegetative Merkmale
Bridelia micrantha ist ein schnellwüchsiger, (halb)-laubabwerfender Baum mit dichter Krone der eine Höhe von etwa 20 Meter oder mehr erreicht. Der Stammdurchmesser kann bis 100 Zentimeter erreichen. Die Borke ist gräulich-braun und ist im Alter rau und rissig, schuppig. Am Stamm und an den Zweigen können vereinzelt kleine, stumpfe Dornen ausgebildet werden. Das Wurzelsystem ist dicht ausgebildet und bindet den Boden gut und verhindert so Bodenerosion.
Die einfachen, kurz gestielten Laubblätter sind wechselständig. Die eiförmige bis elliptische Blattspreite ist ganzrandig und abgerundet oder rundspitzig bis zugespitzt. Die Blätter sind unterseits heller, matt und schwach behaart und oberseits glänzend und praktisch kahl. Sie sind bis etwa 18–22 Zentimeter lang und bis 6–8 Zentimeter breit. Die Nervatur ist, oft wechselnd, vorwärts gefiedert und etwas heller, sowie unterseits leicht hervortretend. Es sind kleine und abfallende Nebenblätter vorhanden. Die Herbstfärbung ist orange-rot.

### Generative Merkmale
Bridelia micrantha ist einhäusig gemischtgeschlechtlich monözisch, die gemischten, sehr kleinen Blütenstände sind achselständig und büschelig mit einigen Blüten. Die eingeschlechtigen, kleinen und gelblich-grünen Blüten sind meist fünfzählig mit doppelter Blütenhülle und sie haben jeweils einen auffälligen, lappigen und fleischigen Diskus. Die dreieckförmigen Kelchblätter sind viel größer als die alternierenden, sehr kleinen und schuppenförmigen Kronblätter. Die männlichen Blüten sind kurz gestielt und die meistens 5 Staubblätter sind im unteren Teil röhrig verwachsen, es ist ein Pistillode vorhanden. Die weiblichen Blüten sind fast sitzend und der im Diskus liegende, zweikammerige Fruchtknoten ist oberständig mit meist zwei Griffelästen mit jeweils zweiteiligen Narben.
Es werden rundliche, schwärzliche und glatte, glänzende Steinfrüchte gebildet. Sie sind einsamig und bis 7–8 Millimeter groß. Der hellbräunliche Steinkern ist etwa 5 Millimeter groß.

## Systematik
Die Erstbeschreibung des Basionyms Candelabria micrantha erfolgt 1843 durch Christian Ferdinand Friedrich Hochstetter in Flora oder allgemeine botanische Zeitung 26: 79. Die Umteilung in Bridelia micrantha in eine neue Gattung erfolgte 1862 durch Henri Ernest Baillon in Adansonia 3: 164. Es sind viele andere Synonyme bekannt, wie Bridelia abyssinica Pax, Bridelia mildbraedii Gehrm., Bridelia zanzibariensis Vatke. & Pax oder Bridelia stenocarpa Müll.Arg.
Der Gattungsname Bridelia ist nach dem Schweizer Bryolgen und Botaniker Samuel Élisée von Bridel benannt, das Epitheton micrantha bedeutet kleinblütig.
Es werden zwei Varietäten unterschieden:
- Bridelia micrantha var. micrantha
- Bridelia micrantha var. gambicola (Baill.) Müll.Arg., sie kommt nur ganz im Westen von Westafrika vor.

## Verwendung
Die Früchte sind süß und essbar. Die Blätter, die Rinde und die Wurzeln werden medizinisch verwendet. Das recht harte Holz kann für verschiedene Anwendungen genutzt werden.
Das Holz, die Blätter und die Rinde, sowie die Früchte können zum Färben benutzt werden.
Bridelia micrantha wird gern als Schattenbaum gepflanzt, z. B. in Bananen- und Kaffeeplantagen.